# 盖迪斯
盖迪斯（英語：Geddes）是位于美国纽约州奥农多加县的一个镇，地处雪城西部。2010年美国人口普查时，该镇有17,118人。其名称是以1794年便在此定居的美国众议员詹姆斯·盖迪斯的名字命名的。